# Phelsuma flavigularis
Phelsuma flavigularis este o specie de șopârle din genul Phelsuma, familia Gekkonidae, descrisă de Mertens în anul 1962. A fost clasificată de IUCN ca specie în pericol. Conform Catalogue of Life specia Phelsuma flavigularis nu are subspecii cunoscute.

## Galerie

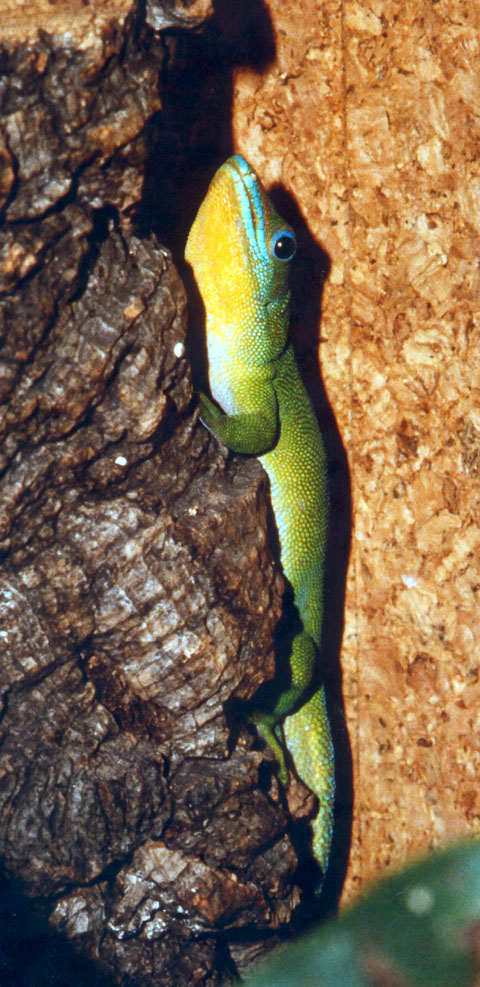